# Ruspolia vittatus
Ruspolia vittatus är en insektsart som först beskrevs av Piza Jr. 1973.  Ruspolia vittatus ingår i släktet Ruspolia och familjen vårtbitare. Inga underarter finns listade i Catalogue of Life.